# Tamasos

Mapa de la antigua Chipre con sus principales ciudades. Tamasos se situaba en el centro de la isla.

Tamasos (en griego, Ταμασσός) es el nombre de una antigua ciudad de Chipre.
Aparece mencionada en los registros asirios de principios del siglo VII a. C.. A mediados del siglo IV a. C., su rey Pasicipros vendió el reino de Tamasos al rey Pumayyaton de Citio por 50 talentos. En el año 331 a. C., Alejandro Magno concedió el dominio de la ciudad a Pnytágoras de Salamina. Veinte años después, la ciudad volvió a ser independiente. También aparece documentada en las listas de teorodocos de Delfos. Estrabón menciona la importancia de minas de cobre de Tamasos. 
En Tamasos está atestiguado el culto a una diosa que podría ser Afrodita-Astarté o Cibeles, así como a un dios al que se le da el epíteto «alasiotas» que suele identificarse con Apolo. También se veneró probablemente a Asclepio y a Reshef-Mikal. Se localiza en el lugar donde actualmente se sitúa el monasterio de Agios Heracles, al este de la población de Politicó.
Tamasos fue el nombre que llevó una sede episcopal suprimida en 1222.
Algunos autores han sugerido que Tamasos podría identificarse con Témesa, mencionada por Homero en la Odisea donde se cita como un lugar asociado con la producción de bronce, pero otros son de la opinión que en realidad se refiere a Tempsa, que estaba en la península itálica.

## Santuario de Apolo en Fragkisa
El santuario de Apolo que se había estado buscando desde el siglo XIX, se ha encontrado a finales de 2020 en Fragkisa o Frangisa, en las cercanías de Tamasos. La zona del yacimiento ya había sido excavada en 1885 por el arqueólogo alemán Max Ohnefalsch-Richter, donde había encontrado numerosas esculturas. Un equipo de las universidades de Kiel y de Frankfurt investigaba  la cercana área de Pera Orinis desde octubre de 2020, cuando lograron localizar el santuario.